# Calcio Portogruaro-Summaga 2008-2009
Questa voce raccoglie le informazioni riguardanti il Calcio Portogruaro-Summaga nelle competizioni ufficiali della stagione 2008-2009.

## Rosa
| N. |                            | Ruolo | Calciatore          |
| -- | -------------------------- | ----- | ------------------- |
|    | Italia (bandiera)          | A     | Giovanni Abate      |
|    | Italia (bandiera)          | C     | Salvatore Carboni   |
|    | Italia (bandiera)          | D     | Denny Cardin        |
|    | Italia (bandiera)          | A     | Alessandro Cesca    |
|    | Italia (bandiera)          | D     | Carlo Cherubini     |
|    | Italia (bandiera)          | A     | Simone Corazza      |
|    | Argentina (bandiera)       | C     | Matías Cuffa        |
|    | Italia (bandiera)          | A     | Marco Cunico        |
|    | Italia (bandiera)          | D     | Salvatore D'Alterio |
|    | Rep. Dominicana (bandiera) | C     | Vinicio Espinal     |
|    | Italia (bandiera)          | D     | Vittorio Gargiulo   |
|    | Italia (bandiera)          | C     | Salvatore Giardina  |
|    | Italia (bandiera)          | D     | Massimo Gotti       |
|    | Italia (bandiera)          | C     | Fabio Levacovich    |

| N. |                      | Ruolo | Calciatore               |
| -- | -------------------- | ----- | ------------------------ |
|    | Australia (bandiera) | D     | Adrian Madaschi          |
|    | Italia (bandiera)    | A     | Andrea Maniero           |
|    | Italia (bandiera)    | P     | Alberto Marcato          |
|    | Italia (bandiera)    | C     | Daniele Mattielig        |
|    | Argentina (bandiera) | D     | Lucas Rodrigo Montero    |
|    | Italia (bandiera)    | A     | Francesco Mortelliti     |
|    | Italia (bandiera)    | D     | Simone Pavan             |
|    | Italia (bandiera)    | D     | Andrea Peana             |
|    | Italia (bandiera)    | P     | Francesco Rossi          |
|    | Italia (bandiera)    | D     | Filippo Santandrea       |
|    | Italia (bandiera)    | C     | Matteo Scozzarella       |
|    | Italia (bandiera)    | D     | Gianmario Specchia       |
|    | Nigeria (bandiera)   | A     | Kinsley Ebere Umunegbu   |
|    | Brasile (bandiera)   | A     | William Da Silva Barbosa |